# فیکاراتسی
فیکاراتسی (به ایتالیایی: Ficarazzi) یک منطقهٔ مسکونی در ایتالیا است که در استان پالرمو واقع شده‌است.

## خصوصیات
فیکاراتسی ۳٫۶ کیلومترمربع مساحت و ۹٬۶۷۴ نفر جمعیت دارد و ۲۳ متر بالاتر از سطح دریا واقع شده‌است.